# Kengo Kōra
Kengo Kōra (高良 健吾?, Kōra Kengo; Kumamoto, 12 novembre 1987) è un attore giapponese.
Lavora per l'agenzia "Apres". Conosciuto soprattutto per le sue interpretazioni in film per il cinema, quali Bandage, Norwegian Wood e Byakuyakō.

## Filmografia

### Cinema
- M, regia di Ryūichi Hiroki (2006)
- Inu Jinka no Ichizoku, regia di Kon Ichikawa (2006)
- Chikatetsu ni Notte (2006)
- Hariyo no Natsu, regia di Mayu Nakamura (2006)
- Sad Vacation, regia di Shinji Aoyama (2007)
- Hyakuhachi, regia di Yoshitaka Mori (2008)
- Hebi ni Piasu, regia di Ninagawa Yukio (2008)
- Kanikosen, regia di Sabu (2009)
- Hagetaka, regia di Keishi Ōtomo (2009)
- Nankyoku Ryori, regia di Shûichi Okita (2009)
- Zen, regia di Banmei Takahashi (2009)
- Fish Story, regia di Yoshihiro Nakamura (2009)
- Kenta to Jun to Kayo-chan no Kuni, regia di Tatsushi Ômori (2009)
- Norwegian Wood, regia di Trần Anh Hùng (2010)
- Oniichan no hanabi, regia di Masahiro Kunimoto (2010)
- Box!, regia di Lee Toshio (2010)
- Solanin, regia di Takahiro Miki (2010)
- Bandage, regia di Takeshi Kobayashi (2010)
- The Egoists, regia di Ryūichi Hiroki (2011)
- Mahoro Ekimae Tada Benriken, regia di Tatsushi Ōmori (2011)
- Byakuyakō, regia di Yoshihiro Fukagawa (2011)
- Kitsutsuki to Ame, regia di Shuichi Okita (2011)
- Signal, regia di Taniguchi Masaaki (2012)
- Kueki ressha, regia di Nobuhiro Yamashita (2012)
- The Millennial Rapture, regia di Kōji Wakamatsu (2012)
- La storia della Principessa Splendente, regia di Isao Takahata (2013) - voce
- Ji,Ekusutorimu, Sukiyaki, regia di Shirô Maeda (2013)
- Roommate, regia di Takeshi Furusawa (2013)
- Beyond the Memories, regia di Shinjo Takehiko (2013)
- A Tale of Samurai Cooking - A True Love Story, regia di Yûzô Asahara (2013)
- Yellow Elephant, regia di Ryūichi Hiroki (2013)
- Hospitality Department, regia di Yoshishige Miyake (2013)
- Yokomichi Yonosuke, regia di Shūichi Okita (2013)
- Mahoro Ekimae Kyousoukyoku, regia di Tatsushi Ômori (2014)
- Watashi no otoko, regia di Kazuyoshi Kumakiri (2014)
- Itamu Hito, regia di Yukihiko Tsutsumi (2015)
- Fukigen na Kako, regia di Shiro Maeda (2016)

### Televisione
- Water Boys - serie TV, (2005)
- Gokusen 2 - serie TV, (2005)
- Broccoli - serie TV, (2007)
- Keiji no Genba - serie TV, (2008)
- Shirasu Jiro - serie TV, (2009)
- Marks no Yama - serie TV, (2010)
- Ohisama - serie TV, (2011)

- Tsumi to Batsu: A Falsified Romance - serie TV, (2012)
- Daichi no Fanfare - serie TV, (2012)

- Hard Nut! - serie TV, (2013)
- Mahoro Ekimae Bangaichi - serie TV, (2013)
- Shotenin Michiru no Mi no Uebanashi - serie TV, (2013)
- Heisei Saru Kani Kassenzu - serie TV, (2014)
- House of Ninjas - serie TV, (2024)

### Videogiochi
- Kurohyō: Ryū ga Gotoku Shinshō (2010) - Tatsuya Ukyo